# Khrystyna Alchevska
Khrystyna Danylivna Alchevska (en ukrainien, Алчевська Христина Данилівна ; 1841-1920) est une pédagogue ukrainienne et une éminente militante de l'éducation nationale dans la Russie impériale. Elle a créé un système de formation méthodique qui a été mis en œuvre dans nombre d'écoles de l'Empire russe. En 1862, elle organise la première école gratuite pour filles en Ukraine.

## Biographie

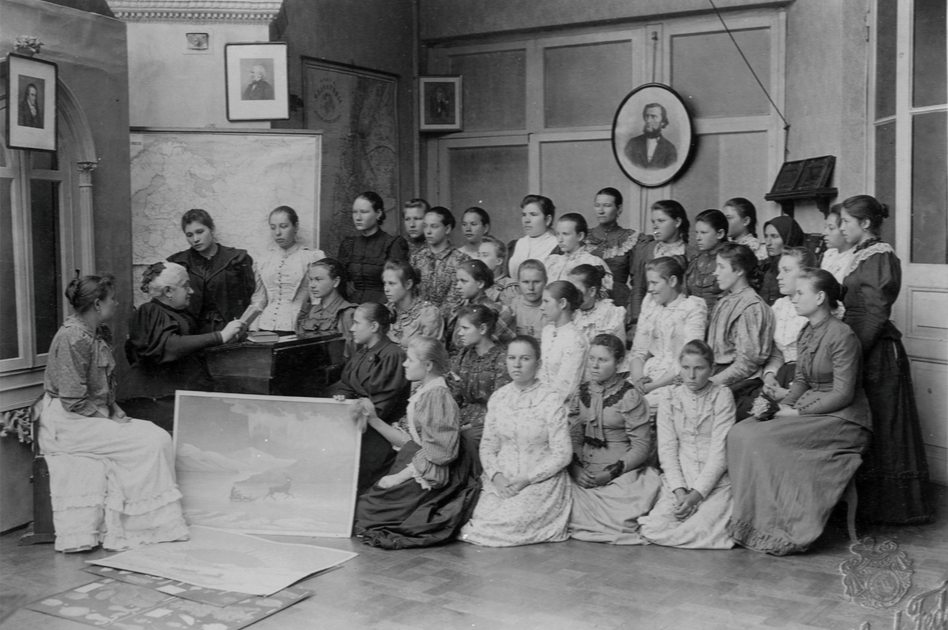
Photo d'Alfred Fedetsky

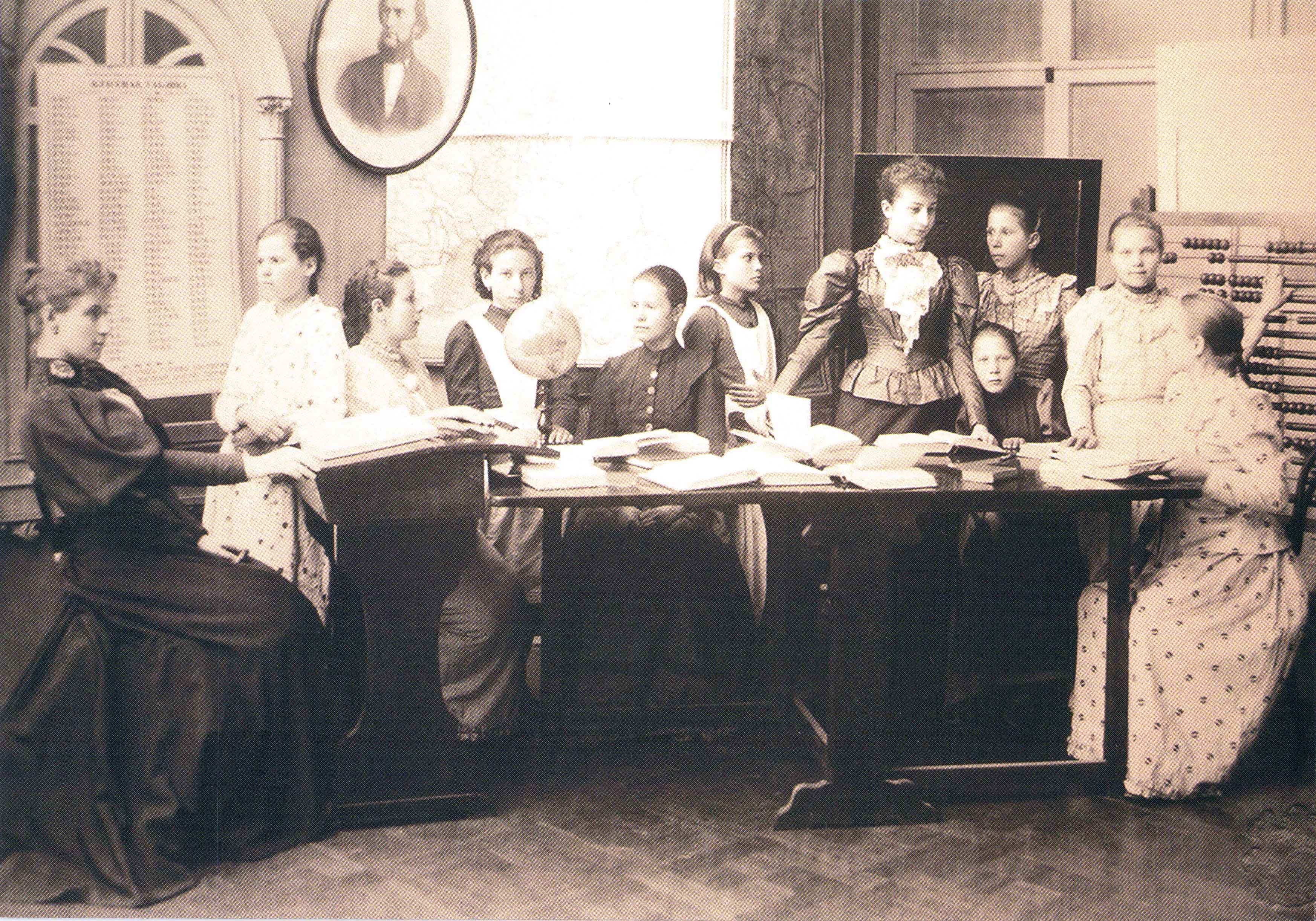
L'école du dimanche d'Alchevska par Alfred Fedetsky (1900)

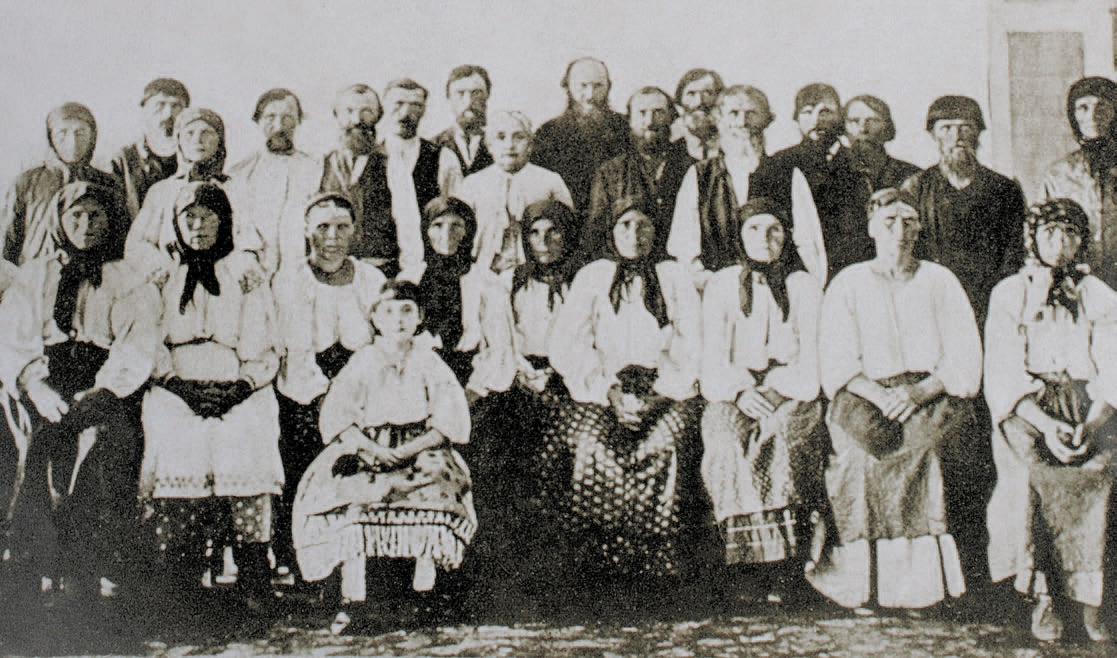
Alchevska avec des paysans du village d'Alekseevka, volost de Mikhaylovskaya, comté de Slavyanoserbsk.

Khrystyna est née le 16 avril 1841 à Borzna, dans le gouvernement de Tchernigov, dans l'Empire russe (aujourd'hui en Ukraine). Elle est née d'un mariage d'amour entre un professeur de littérature russe de district, Danila Zhuravlyov (1809–?), et une jeune fille noble, Annette Nikolaevna Vuich (1809–1857), fille du général russe Nikolaï Vuich, et qui avait étudié à l'Institut Smolny des jeunes filles nobles à Saint-Pétersbourg.
Khrystyna a épousé Alexeï Alchevski, homme d'affaires de l'Empire russe, qui deviendra propriétaire d'une grande mine et d'une aciérie, cofondateur de la Hromada de Kharkiv. Plusieurs de leurs enfants furent des artistes talentueux et accomplis. Leur fils Ivan Alchevsky fut un chanteur d'opéra renommé. Leur fille Khrystia Alchevska devint poète. Et leur fils Gregory Alchevsky compositeur.
Elle vécut et travailla à Kharkiv où elle est décédée le 15 août 1920.

## Vie professionnelle
À partir de 1862, elle dirigea et entretint, à ses frais, l'école du dimanche des femmes de Kharkiv (officiellement accréditée en 1870). Son école fut liquidée par le régime soviétique en 1919. Pendant ses 50 ans d'existence, cette école fut réputée pour ses méthodes très élaborées d'éducation pour adultes. Borys Hrinchenko y enseigna dans sa jeunesse. Éminente pédagogue, elle a lancé une méthode d'éducation pour adultes fondée sur des œuvres littéraires plutôt que des manuels d'orthographe.
En 1889, elle participe à l'Exposition universelle de Paris en tant que représentante des professeurs pour adultes de l'Empire russe. Elle a enseigné en ukrainien jusqu'à ce que le gouvernement l'oblige à passer au russe.
Alchevska est l'auteur d'un guide méthodologique et bibliographique plusieurs fois récompensé, Que devrait lire le peuple ? (Что читать народу?), publié en 1906 et qui a remporté le grand prix de l'Exposition internationale de Paris, et d'un manuel pédagogique, Livre pour adultes (Книга взрослых) en 1900. Elle a également écrit des mémoires, sous le titre Mes pensées et expériences (Передуманное и пережитое), en 1912. Elle a également publié plusieurs articles méthodologiques sur l’éducation pour adultes. Dans les années 1860, les articles d'Alchevska parurent dans le journal d'Alexandre Herzen. Kolokol, sous le pseudonyme d'Ukrainka. Alchevska encourageait les filles et les femmes à revêtir les costumes régionaux lors des fêtes traditionnelles et à interpréter des chansons folkloriques. Elle portait un costume de paysanne, pour marquer son dévouement envers le peuple qu'elle éduquait. Ses adaptations de la culture populaire et de l’art populaire a aidé les paysans à s’adapter à la vie urbaine.

## Publications
- О первой книге для классного чтения взрослых (« À propos du premier livre de lecture en classe pour adultes »), 1895.
- Книга взрослых (« Livre pour adultes »), 1900.
- Передуманное и пережитое: дневники, письма, воспоминания (« Pensées et expériences : journaux, lettres, souvenirs »), 1912.
- Что читать народу? Критич. указатель книг для нар. и дет. чтения. В трёх томах. СПб (« Que devrait lire le peuple ? Index critique de livres pour les personnes et les enfants. En trois volumes »), 1884–1906.